# Eagle (Programa)
EAGLE (Easily Applicable Graphical Layout Editor) és un programa per a la creació i edició d'esquemàtics i per al disseny de plaques de circuit imprès creat per aficionats i entusiastes del moviment Do It Yourself.  Autodesk Inc. va adquirir CadSoft Computer GmbH en 2016.

## Diagrames Electrònics
EAGLE conté un editor de diagrames electrònics. Els components poden ser col·locats en el diagrama amb un sol clic i fàcilment enrutables amb altres components a força de "cables" o etiquetes.

## Disseny de circuit imprès
EAGLE conté un editor de PCBs amb un autoenrutador bastant eficient. L'editor és capaç de produir arxius gerber i altres, que són utilitzats al moment de la producció.

## Biblioteques de components
Eagle porta incloses biblioteques de components, senzilles de fer i disponibles per part d'empreses, tals com SparkFun, o aficionats que les distribueixen al voltant de la xarxa de franc.

## Programes en llengua de l'usuari
Els ULPs són un tipus de scripts escrits en un llenguatge de programació semblant a C que són capaces d'afegir funcions personalitzades a EAGLE, tals com obrir i guardar arxius desconeguts per al programa.

## Tutorials
A la xarxa es poden trobar fòrums d'ajuda i tutorials aptes per començar a usar EAGLE. L'aprenentatge es facilita gràcies a la intuïtiva interfície gràfica.

## Versions Disponibles
Comparació de les característiques de les versions disponibles. Les despeses es referen a la llicència d'un usuari amb: "Editor d'esquemàtics + Editor de Disseny + Autorouter".
| Versió       | Fulles esquemàtiques | Capes | Mida de PCB | Ús                                        | Nota                           | Preu           |
| ------------ | -------------------- | ----- | ----------- | ----------------------------------------- | ------------------------------ | -------------- |
| Professional | 999                  | 16    | 4x4 m       | Any                                       |                                | $ 1640, € 1385 |
| Standard     | 99                   | 6     | 160x100 mm  | Any                                       |                                | $ 820, € 690   |
| Afeccionat   | 99                   | 6     | 160x100 mm  | Individual, no ús únicament comercial     |                                | $ 169, € 140   |
| Light        | 1                    | 2     | 100x80 mm   | Cap                                       |                                | $ 69, € 62     |
| Educatiu     | 99                   | 6     | 160x100 mm  | No Comercial / EDU (Requereix .edu email) | Suport només via email o fòrum | $ 0, € 0       |

## Limitacions de la versió gratuïta
EAGLE també ofereix una versió gratuïta amb totes les funcionalitats de la de pagament exceptuant algunes limitacions:
- La superfície de la placa de circuit imprès està limitada a 100 x 80 mm.
- Només es poden dissenyar dues capes (Top i Bottom).
- L'editor d'esquemàtics només pot crear un circuit.
- El servei tècnic és només a través dels fòrums o per correu electrònic.[4]
- Només es permet l'ús per aplicacions sense ànim de lucre o per avaluació.